# Tony Robert-Fleury
Tony Robert-Fleury   (antic 2n districte de París, 1 de setembre de 1837 - 9è districte de París, 8 de desembre de 1911) va ser un pintor francès, conegut principalment per escenes històriques. Va ser també un mestre prominent i entre els seus estudiants hi figuren molts artistes famosos.

## Biografia
Va néixer als afores de París i va estudiar amb el seu pare, Joseph-Nicolas Robert-Fleury, i amb Paul Delaroche i Léon Cogniet a l'École des Beaux-Arts de París.
La seva primera pintura al Salon de Paris del 1866 va ser una tela històrica gran, que va titular Varsòvia, escena de la insurrecció polonesa, recordant els esdeveniments del 8 d'abril de 1861 a Varsòvia, quan tropes russes van apagar els aldarulls per la força. L'any següent, el Musée du Luxemburg va adquirir les seves Dones velles a la plaça Navona, Roma.

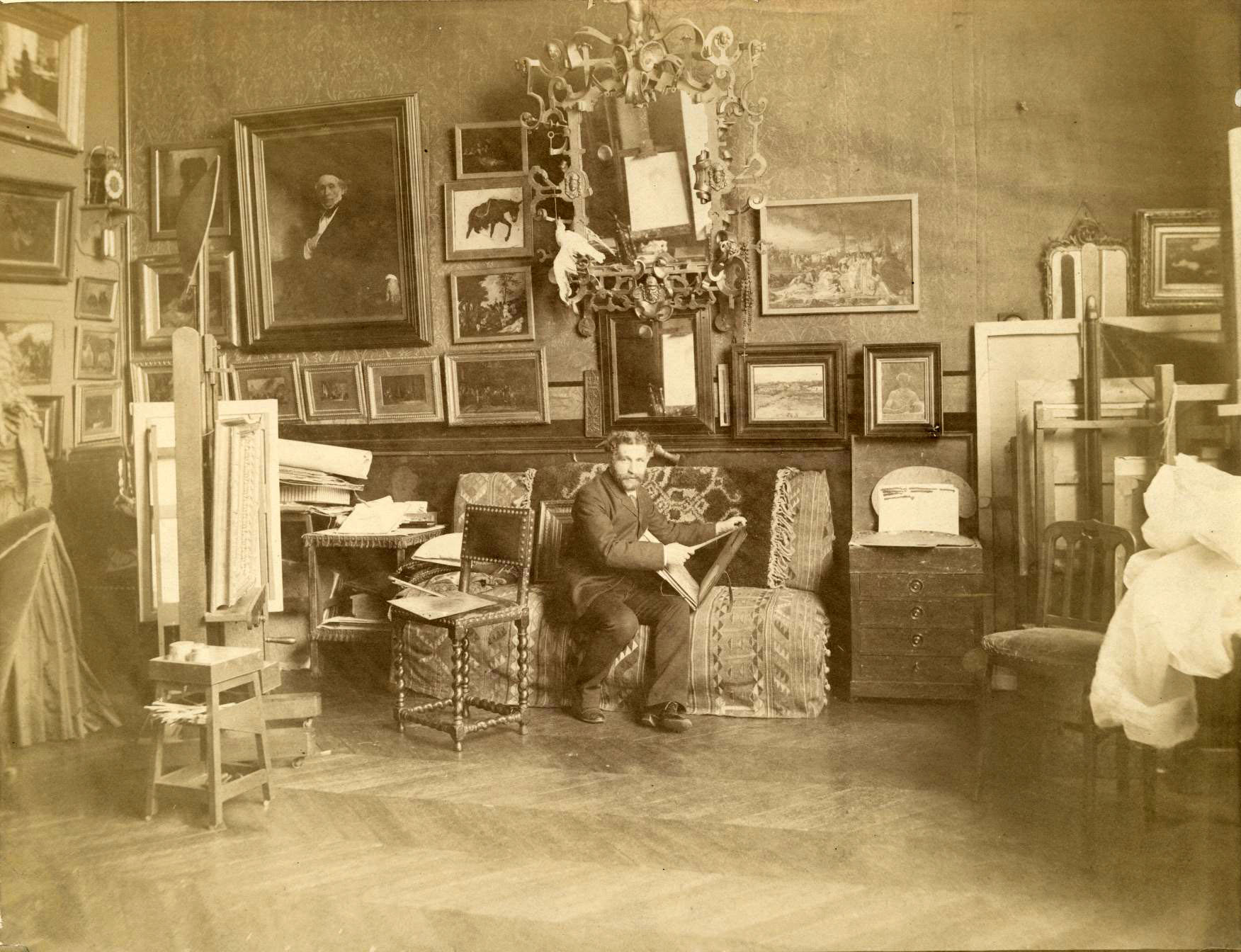
Robert-Fleury al seu estudi, Frick Collection

L'any 1870 va pintar Le Dernier Jour de Corinthe, en la qual descrivia l'últim dia abans que les legions romanes saquegessin i cremessin l'antiga ciutat grega, segons Livi. El Museu de Luxemburg també va adquirir aquesta pintura i actualment està exposada al Musée d'Orsay. El 1880 va pintar un sostre pel Palau de Luxemburg de París, en el qual es va representar la glorificació d'escultura francesa."
Robert-Fleury va pintar Pinel un la Salpêtrière (1876), que representa el famós pare de la psiquiatria moderna entre els interns de l'asil. Philippe Pinel havia estat nomenat metge cap de l'asil el 1795 i havia instituït tractaments més benèfics i racionals.
L'any 1875 Robert-Fleury va pintar Charlotte Corday a Caen,en què mostrava la dona que va arribar a la conclusió que Marat havia de ser assassinat. El 1882 va pintar Vauban donnant le plan des fortifications de Belfort, on el cèlebre enginyer es representa amb vestits de Lluís XIV revisant mapes i dissenys, mentre que en el fons tot de treballadors construeixen.
Robert-Fleury va exercir de professor durant molts anys a l'Académie Julià de París.
Va esdevenir president de la Société des artistes français, succeint Bouguereau. Va ser honorat amb el comandament de la Legió d'Honor el 1907 i el 1908 va ser elegit president de la Fundació Taylor, càrrec que va mantenir fins al final de la seva vida. Va adquirir una gran reputació i és conegut per les seves composicions històriques, retrats i escenes de gènere. Al seu taller va ensenyar a diversos pintors coneguts de finals del segle xix i principis del XX de diversos països, entre ells Lovis Corinth, Édouard Vuillard, Louise-Cécile Descamps-Sabouret i George Clausen.

## Galeria

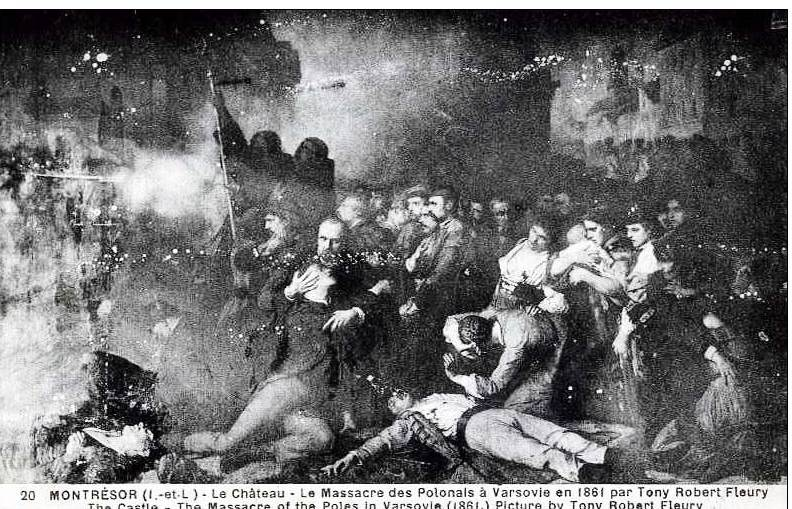
Varsovie, Escena de l'Insurrecció polonaise
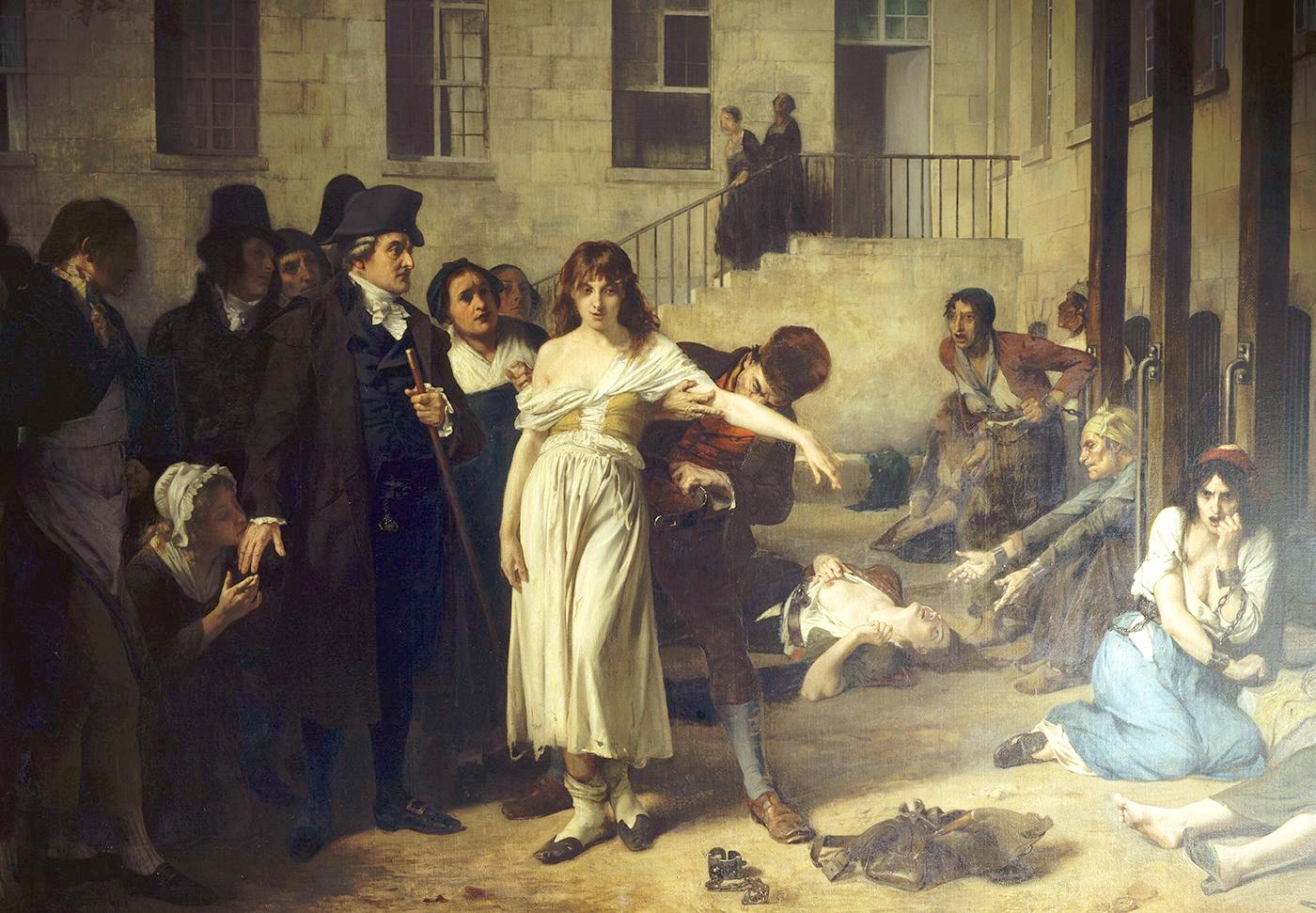
Pinel Al Salpêtrière. Pinel ordena l'extracció de cadenes de pacients a l'asil de París per a dones dements.
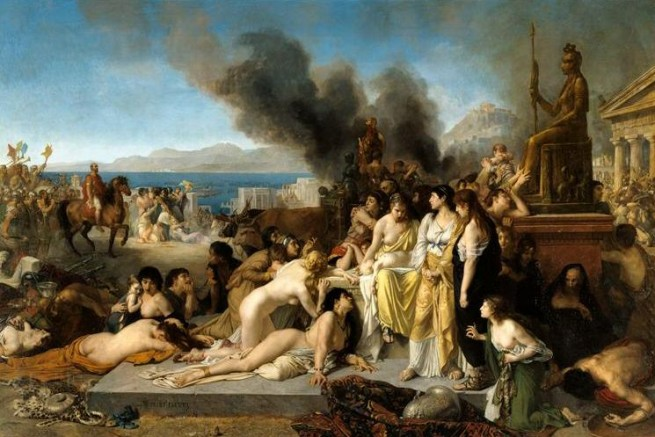
Le Dernier Jour de Corinthe, 1870

## Alumnes[calcitació]
Alguns dels alumnes més prominents de Robert-Fleury van ser:
- Louis Abel-Truchet
- Jules Adler
- Cuno Amiet
- Amélie Beaury-Saurel
- Emmanuel Michel Benner
- Marie Bashkirtseff
- Anna Bilińska-Bohdanowicz
- Corrie Boellaard
- Franklin Brownell
- Maurice Chabas
- George Clausen
- Lovis Corinth
- Jean Crotti
- André des Gachons
- Louis-Marie Désiré-Lucas
- Emil Dill
- Etienne Dinet
- Édouard Doigneau
- Jean-Gabriel Domergue
- Carl Dørnberger
- Alex Federley
- Orazio Gaigher
- Karl Gampenrieder
- Maria Gażycz
- Maximilienne Guyon
- Otto Hamel
- Édouard Henry-Baudot
- Phoebe Davis Natt
- Otis Oldfield
- Ker Xavier Roussel
- Guillaume Seignac
- André Suréda
- Henry Valensi
- Édouard Vuillard
- Herbert Ward
- Viktor Zarubin